# علانور-۱
علانور-۱ (به انگلیسی: Alanallur-I) یک منطقهٔ مسکونی در هند است که در کرالا واقع شده‌است.

## خصوصیات
علانور-۱ ۱۶٬۵۰۶ نفر جمعیت دارد.